# 6205 Меноттігаллі
6205 Меноттігаллі (6205 Menottigalli) — астероїд головного поясу, відкритий 17 липня 1983 року.
Тіссеранів параметр щодо Юпітера — 3,474.